# Гуго де Ди
Гуго де Ди (Hugues, также известный как Hugo Diensis; Hughes de Die; Hugues de Bourgogne;, Hugues de Romans, его имя также пишут как Ugo) — племянник герцога Эда Бургундского, католический церковный деятель XI—XII веков.
Возведён в ранг кардинала-священника на консистории 1063 года. 19 октября 1073 года стал епископом Ди. Озабоченный тем, что был рукоположён в священники епископом, купившим титул за деньги, едет в Рим к папе Григорию VII. По пути встречается и становится другом Ансельмо ди Лукка (племянником папы Александра II).
В 1082 году рукоположён в архиепископы Лиона.
Будучи папским легатом во Франции, 16 октября 1094 года на соборе в Отёне отлучил от церкви короля Филиппа I.